# Dubeczno (Białoruś)
Dubeczno (biał. Дубічна, Dubiczna; ros. Дубично, Dubiczno) – wieś na Białorusi, w obwodzie brzeskim, w rejonie małoryckim, w sielsowiecie Wielkoryta, nad Rytą.

## Historia
W dwudziestoleciu międzywojennym leżało w Polsce, w województwie poleskim, w powiecie brzeskim, w gminie Wielkoryta. Po II wojnie światowej w granicach Związku Sowieckiego. Od 1991 w niepodległej Białorusi.